# Ворг, Густав
Густав Ворг (англ. Gustav Voerg; 7 июня 1870, Германия — 21 апреля 1944, Сент-Луис, Миссури) — американский гребец, бронзовый призёр летних Олимпийских игр 1904.
На Играх 1904 в Сент-Луисе Ворг участвовал только в соревнованиях четвёрок без рулевого. Его команда заняла третье место и выиграла бронзовые медали.